# Krzysztof Wielicki
Krzysztof Jerzy Wielicki (ur. 5 stycznia 1950 w Szklarce Przygodzickiej) – polski wspinacz, taternik, alpinista i himalaista. Piąty człowiek na Ziemi, który zdobył Koronę Himalajów i Karakorum. Członek The Explorers Club. W roku 2018 otrzymał Nagrodę Księżnej Asturii w dziedzinie sportu. W roku 2019 otrzymał Złoty Czekan za całokształt osiągnięć górskich.

## Życiorys
Górskie wędrówki rozpoczął w harcerstwie, a pasję kontynuował podczas studiów. Ukończył studia na Politechnice Wrocławskiej uzyskując tytuł inżyniera elektronika. Pełnił funkcję szefa Komisji Turystyki Zrzeszenia Studentów Polskich na Wydziale Elektroniki Politechniki Wrocławskiej. Pierwsze wspinaczki stały się jego udziałem w Sokolikach w maju 1970 roku. W lutym 1972 roku był uczestnikiem letniego kursu wspinaczkowego i obozu zimowego, których kierownikiem była Wanda Rutkiewicz.
Latem 1973 roku podczas obozu w Dolomitach odnotował pierwsze zagraniczne sukcesy. Wspólnie z Bogdanem Nowaczykiem jako pierwsi dokonali jednodniowego przejścia drogi Via Italiano-Francese na Punta Civetta. W późniejszych latach był uczestnikiem wypraw w góry Kaukazu, Hindukuszu i Pamiru.
17 lutego 1980 roku jako członek narodowej wyprawy na Mount Everest pod kierownictwem Andrzeja Zawady, wspólnie z Leszkiem Cichym dokonali pierwszego zimowego wejścia na ośmiotysięcznik. Był to sukces polskiego himalaizmu, który początkowo był kwestionowany przez himalaistę Reinholda Messnera.
Krzysztof Wielicki oprócz Mount Everestu jest jeszcze pierwszym zimowym zdobywcą Kanczendzongi i Lhotse, a zatem trzech spośród czterech najwyższych szczytów świata, które jako jedyne przekraczają 8500 m wysokości. Na Lhotse stanął samotnie w noc sylwestrową w gorsecie, który nosił po uszkodzeniu kręgosłupa w górach. Jest to jedyne w historii pierwsze zimowe wejście na ośmiotysięcznik dokonane samotnie.
Na Broad Peak „wbiegł” solo w ciągu jednego dnia (pierwsze na świecie wejście z bazy na szczyt ośmiotysięcznika w ciągu jednej doby). Na Dhaulagiri (w 16 godzin) i Sziszapangmę wspiął się sam, wytyczając nowe drogi. Nikt też nie towarzyszył mu podczas wejścia na szczyt Gaszerbruma II. Świadkami samotnego wejścia na Nanga Parbat, jedną z największych ścian Ziemi, byli jedynie pakistańscy pasterze, obserwujący jego wyczyn z oddalonych łąk. Brał udział w kilku wyprawach na K2. Dopiero podczas czwartej, latem 1996, wytrwałość została nagrodzona – wszedł na szczyt Filarem Północnym z dwoma włoskimi alpinistami. Po biwaku niedaleko szczytu zejście zamieniło się w dramatyczną i szczęśliwie zakończoną akcję sprowadzania skrajnie wycieńczonego Włocha. W akcji ratunkowej pomagali dwaj inni polscy himalaiści: Ryszard Pawłowski i Piotr Pustelnik, którzy także w tym czasie atakowali K2.
W następnych latach zaczął kierować zimowymi wyprawami. Zorganizował wyprawę zimową (Polska Wyprawa Zimowa Netia K2 2002–2003) na K2, która jednak nie zdobyła szczytu. Na przełomie lat 2006/2007 podjął kolejną zimową próbę zdobycia ośmiotysięcznika, tym razem Nanga Parbat, lecz z powodu skrajnie trudnych warunków pogodowych musiał wycofać się wraz ze swoim zespołem. W 2013 roku był kierownikiem ekspedycji, której celem było pierwsze zimowe wejście na Broad Peak. 5 marca 2013 szczyt zdobyli Adam Bielecki, Artur Małek, Maciej Berbeka oraz Tomasz Kowalski (dwaj ostatni zginęli podczas zejścia ze szczytu). W 2018 r. kierował kolejną próbą pierwszego zimowego wejścia na K2. W czasie tej wyprawy dwaj jej członkowie, Denis Urubko i Adam Bielecki, przeprowadzili spektakularną akcję ratunkową na Nanga Parbat, ratując Francuzkę Elisabeth Revol podczas zejścia ze szczytu, w czasie którego zginął Tomasz Mackiewicz; Wielicki koordynował akcję ratunkową.
Został członkiem The Explorers Club. W latach 2005–2007 był członkiem Kapituły Nagrody Środowisk Wspinaczkowych „Jedynka”.
W 2022 roku w filmie Broad Peak w rolę Wielickiego wcielił się Łukasz Simlat.

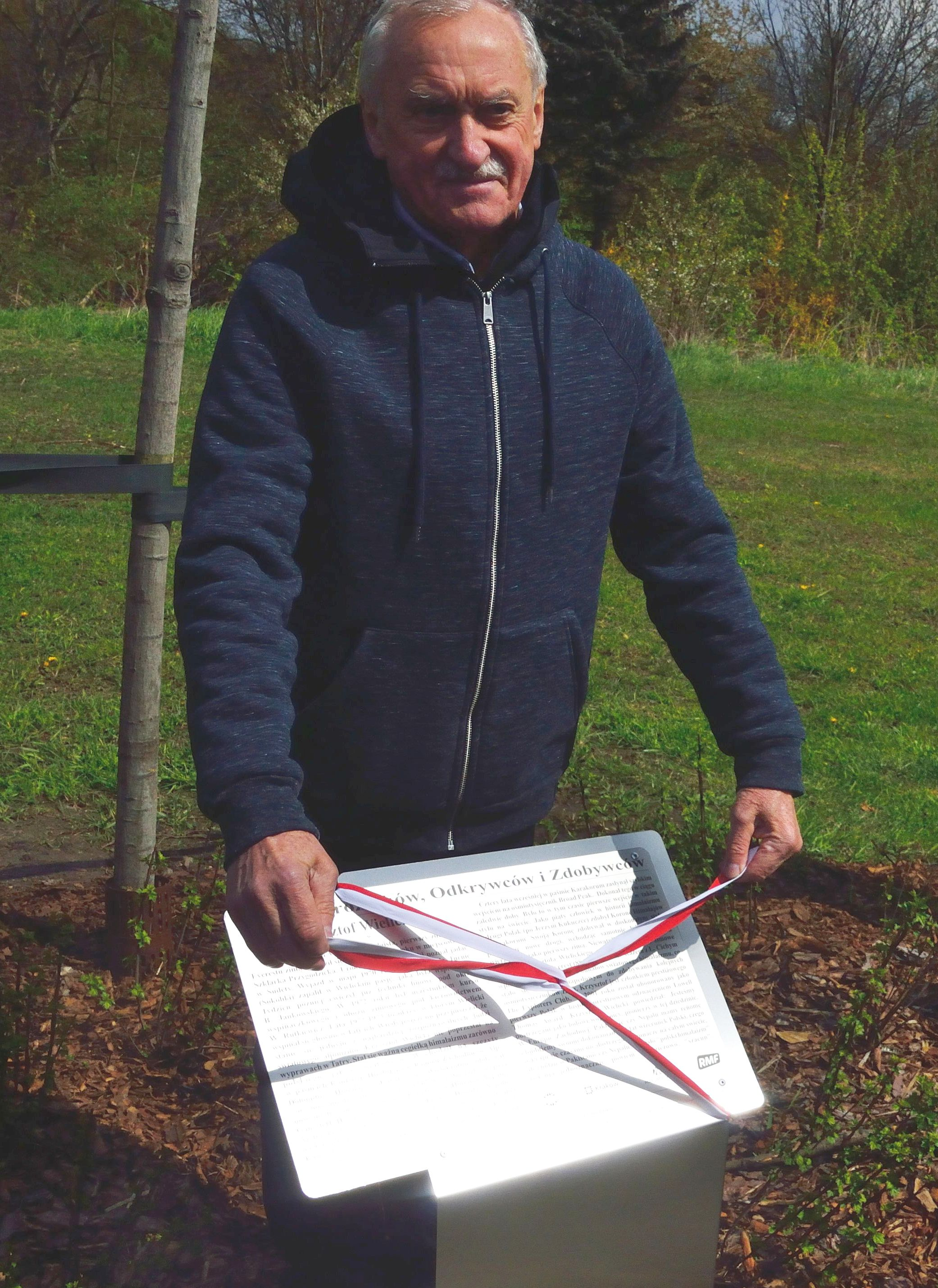
Krzysztof Wielicki uhonorowany w Alei Podróżników w Krakowie (2017)

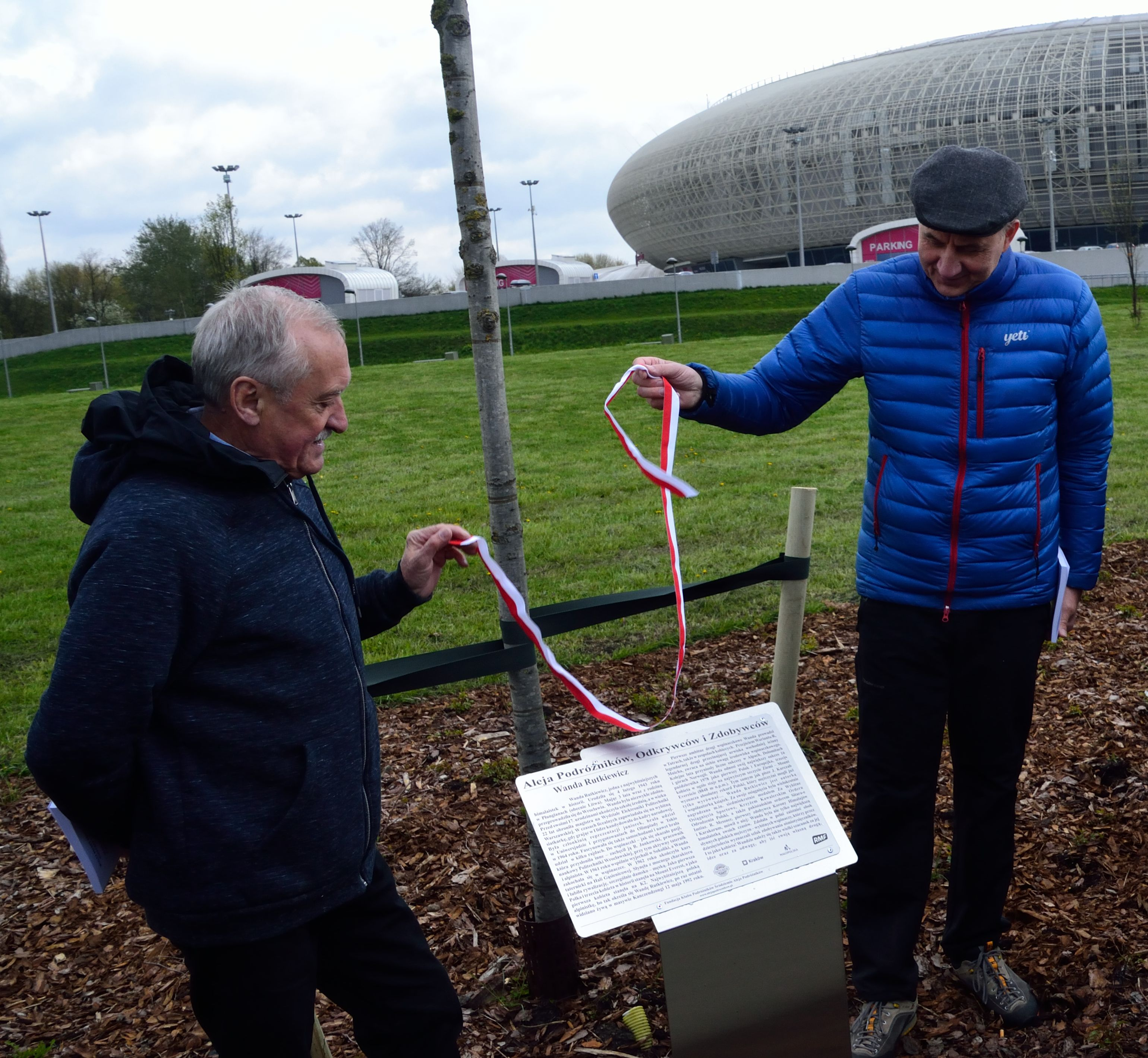
Krzysztof Wielicki z Leszkiem Cichym otwierają Aleję Podróżników w Krakowie (2017)

## Wyróżnienia
- Tytuł „Giganta” przyznawany przez poznański oddział „Gazety Wyborczej” (1996)[2]
- Nagroda Explorer (motto: „Explorare Ausis” – „Tym, którzy mają odwagę odkrywać”) podczas Explorers Festival w Łodzi (2000)
- Lowell Thomas Award, przyznany przez The Explorers Club, wyróżniony jako jedyny Polak (2001)[10]
- Krzyż Kawalerski Orderu Odrodzenia Polski (9 grudnia 2003, postanowieniem Prezydenta RP Aleksandra Kwaśniewskiego za wybitne zasługi dla polskiego taternictwa i alpinizmu, za popularyzowanie sportu wspinaczkowego)[11]
- Honorowe Obywatelstwo Miasta i Gminy Ostrzeszów (28 listopada 1996)[12][2]
- Super Kolos (2006, za całokształt osiągnięć wspinaczkowych i eksploracyjnych w górach wysokich)
- Medal okolicznościowy Politechniki Wrocławskiej (2015)[13]
- 9 czerwca 2017 Międzynarodowa Unia Astronomiczna zatwierdziła nazwę dla jednej z planetoid pasa głównego odkrytej przez V.S. Cassulliego (173094) Wielicki[14].
- Medal Miasta Grenoble (Médaille de la Ville de Grenoble) – 2019[15].

## Podbój Korony Himalajów i Karakorum
- Mount Everest (8848 m n.p.m.) 1980 – I zimowe wejście na ośmiotysięcznik
- Broad Peak (8048 m) 1984 – I wejście na ośmiotysięcznik i powrót do bazy w jedną dobę (21,5 h), wejście solo
- Manaslu (8163 m) 1984 – nową drogą oraz 1992 – drogą klasyczną
- Kanczendzonga (8586 m) 1986 – I zimowe wejście
- Makalu (8463 m) 1986 – nowym wariantem, w stylu alpejskim
- Lhotse (8511 m) 1988 – pierwsze zimowe wejście, solo, w gorsecie ortopedycznym
- Dhaulagiri (8156 m) 1990 – nowym wariantem, wejście solo[16]
- Annapurna (8091 m) 1991 – drogą Boningtona
- Czo Oju (8201 m) 1993 – polską drogą
- Sziszapangma (8021 m) 1993 – nową drogą, wejście solo
- Gaszerbrum II (8035 m) 1995 – drogą klasyczną, wejście solo – oraz 2006 – drogą klasyczną
- Gaszerbrum I (8068 m) 1995 – drogą japońską, w stylu alpejskim
- K2 (8611 m) 1996 – drogą japońską
- Nanga Parbat (8125 m) 1996 – drogą Kinshofera, wejście solo

## Książki
Jest autorem i współautorem kilku książek:
- „Krzysztof Wielicki – mój wybór. Wywiad – rzeka. Tom 1”, Góry Books, Kraków 2014 (wraz z Piotrem Drożdżem)
- „Krzysztof Wielicki – mój wybór. Wywiad – rzeka. Tom 2”, Góry Books, Kraków 2015 (wraz z Piotrem Drożdżem)
- „Jeden dzień z życia”, Góry Books, Kraków 2018
- „Korona Himalajów 14 × 8000”, Ati, 1997
- „Rozmowy o Evereście”, Młodzieżowa Agencja Wydawnicza, 1982 (wraz z Leszkiem Cichym i Jackiem Żakowskim) – w 2020 roku nakładem wydawnictwa Agora ukazało się nowe i rozszerzone wydanie
- „Solo. Moje samotne wspinaczki”, Agora, Warszawa 2022
- „Krzysztof Wielicki. Piekło mnie nie chciało”- Dariusz Kortko, Marcin Pietraszewski, Agora 2019